# شريان قولوني أوسط أيسر
شريان قولوني أوسط أيسر ‏ هو شريان يتفرعُ من شريان قولوني أوسط.

## مساره
فرع من الشريان المساريقي السفلي الذي يغذي الثلث البعيد من القولون المستعرض. ويدور خلف الصفاق خلف المساريق القولونية اليسرى حتى يتشعب إلى فرع صاعد ونازل